# 酔待ち酒場
「酔待ち酒場」(よいまちさかば)は、2010年6月2日に発売された三山ひろしの2枚目のシングル。

## 収録曲
1. 酔待ち酒場 (4分39秒) 
作詞：仁井谷俊也、作曲：中村典正、編曲：前田俊明
2. さすらい港町 (4分45秒)
作詞：仁井谷俊也、作曲：中村典正、編曲：前田俊明
3. 酔待ち酒場 [オリジナル・カラオケ] (4分39秒)
4. さすらい港町 [オリジナル・カラオケ] (4分45秒)
5. 酔待ち酒場 [一般用カラオケ（1音下げ）] (4分39秒)